# Fontána Obrody

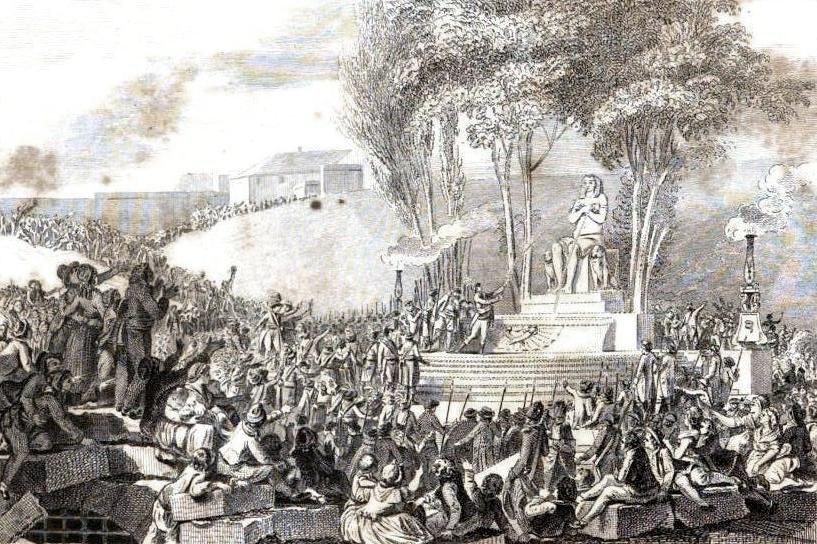
Slavnost u fontány Obrody

Fontána Obrody (francouzsky fontaine de la Régénération) nebo též Isisina fontána (fontaine d'Isis) byla fontána v Paříži postavená v období Francouzské revoluce. Nacházela se na místě zbořené Bastilly uprostřed dnešního Place de la Bastille, kde stojí Červencový sloup.

## Historie
Fontána byla postavena v roce 1793 na místě zbořené Bastily (dnešní Place de la Bastille) u příležitosti oslavy prvního výročí útoku na Tuilerijský palác 10. srpna 1792. Tento den byl za revoluce slaven jako Den jednoty a nedělitelnosti. Tuto slavnost organizoval Jacques-Louis David. Při ní se shromáždilo 86 zástupců departementů a společně se napili z fontány, která měla symbolizovat obnovu národa.
Tato kašna neměla dlouhou existenci, protože již v roce 1806 ji nahradila jiná fontána, tzv. Bastilský slon.

## Popis
Fontána představovala staroegyptskou alegorii Přírody v podobě sádrové sochy bohyně Isis, kterou doprovázeli dva sedící lvi. Voda tryskala z prsou bohyně do spodní nádrže.